# El Morabba3
El Morabba3 (arabisch المربّع, DMG al-Murabbaʿ ‚das Quadrat‘) ist eine arabische Rockband aus Amman, Jordanien, die 2009 gegründet wurde.

## Geschichte
Die Gruppe aus Jordanien wurde 2009 als arabische Rockband gegründet. Im Juli 2012 veröffentlichten sie ihr Debütalbum mit dem Titel El Morabba3, danach erlangten sie in der gesamten Region große Popularität. 2015 starteten sie eine Crowdfunding-Kampagne für ihr neuestes Album Taraf Al Khait. Die Fangemeinde der Band in der arabischen Welt und international ist stetig gewachsen. 2014 traten sie vor Tausenden von Fans im Rahmen eines großen Musikwettbewerbs namens SoundClash in Amman gegen eine andere jordanische Band namens Autostrad auf.

## Festivals
- Soundclash Jordan (2014)
- El rab3 (2014)
- Al-Balad-Musikfestival (2015)
- London-Sound (2015)
- Alexandria (2015)
- Bala Feesch (2015)
- Römisches Theater von Jerash (2015)
- Amman-New York-Fusion (2016)
- Oshtoora-Festival (2016)
- Musikparkfest (2017)
- Visum für Musik (2017)

## Diskografie
Alben
- 2012: El Morabba3
- 2016: Taraf Al Khait (Universal Music MENA)